# Conroy
Pour les articles homonymes, voir Conroy (homonymie).
Le Conroy est une rivière française appelé au départ ruisseau de Boulange qui coule dans le département lorrain de la Moselle. C'est un affluent de l'Orne en rive gauche, et donc un sous-affluent de la Moselle.

## Géographie
Le Conroy naît sur le territoire de la commune mosellane de Boulange dans une région couverte de bois. Il adopte dès le départ la direction générale du nord-sud. Son affluent rive droite le ruisseau Fosse au diable forme les étangs des Prairettes puis reçoit toujours rive droite le Chevillon. Après un parcours de plus de 20,9 kilomètres principalement en forêt près de Neufchef, il se jette dans l'Orne (rive gauche) à Moyeuvre-Grande.
Il disparait au nord des bois de Fontoy, et réapparait en résurgence au sud du même bois.
À l'entrée de Moyeuvre-Grande une route a été construite le rendant souterrain sur quelques centaines de mètres, jusqu'au confluent avec l'Orne.

## Communes traversées
Le Conroy baigne et traverse les communes suivantes :
- Département de la Moselle : Moyeuvre-Petite, Moyeuvre-Grande.

## Affluents
L'affluent principal du Conroy est le Chevillon.

## Patrimoine
Il reste encore quatre anciens moulins (les moulins de Weber, de Moyeuvre, du Conroy et de la Frapouille).